# Liste der Ehrenbürger von Rangsdorf
Die Ehrenbürgerwürde ist die höchste kommunale Auszeichnung der Gemeinde Rangsdorf. Seit 1949 wurden sechs Personen zu Ehrenbürgern ernannt.
Hinweis: Die Auflistung erfolgt chronologisch nach Datum der Zuerkennung.

## Die Ehrenbürger der Gemeinde Rangsdorf
1. Georg Rapp (1869–1953)
ehem. Amtsvorsteher
Verleihung am 28. April 1949
Rapp war von 1919 bis 1933 Amtsvorsteher und Standesbeamter für Rangsdorf, Groß Machnow, Dahlewitz und Telz. Er war zuständig für Polizeisachen und Baupolizeiangelegenheiten. Anlässlich seines 80. Geburtstages wurde er zum ersten Ehrenbürger der Gemeinde Rangsdorf ernannt.
2. Johannes Gehlsdorf (* 20. Januar 1927; † 24. März 1993)
Bürgermeister
Gehlsdorf war zwischen 1965 und 1982 Bürgermeister der Gemeinde.
3. Jean Weidt (* 1904; † 29. August 1988)
Antifaschist, Tänzer und Choreograph
„Der rote Tänzer“ revolutionierte in den 30er Jahren die komplette Tanzszene in Frankreich. Künstlerische Verbundenheit mit Pablo Picasso, Jean Cocteau, Marlene Dietrich, Gustaf Grüntgens u. v. a. m. Gründete nach der Rückkehr aus der Emigration 1947 (auf Einladung von Wilhelm Pieck) die „Gruppe Junger Tänzer“ an der Volksbühne zu Berlin, Erfinder der „Störtebeker Festspiele“ auf Rügen zusammen mit dem Komponisten Hanns Eisler, Choreograph in Schwerin, Chemnitz und Berlin. Tourneen durch über 30 Staaten. Ab 1966 Berufung an die Komische Oper zu Berlin unter Walter Felsenstein. Aufbau von Europas erfolgreichster Ballettcompagnie, dem Tanztheaterensemble der Komischen Oper unter der Leitung von Tom Schilling. Verheiratet mit der Malerin und Grafikerin Ursula Wendorff-Weidt. Sohn Andreas Weidt führt eine Keramikwerkstatt in Werben.
4. Walter Warnecke (* 1907)
Bürgermeister
Warnecke war in Rangsdorf von Januar 1946 bis Oktober 1946 Bürgermeister. Im Juli 1945 war er nach Wiederzulassung der SPD Neugründer des Ortsvereins der SPD. Im Kreis Teltow gehörte Warnecke zum ersten Kreisvorstand der SPD, Voraussetzung war der SMAD-Befehl Nr. 2 vom 10. Juni 1945 über die Zulassung antifaschistischer Parteien und freier Gewerkschaften. Warnecke war Mitbegründer und Vorsitzender (mit Friedrich Alt/KPD) der 1. Ortsgruppe der SED nach der Vereinigung von SPD und KPD am 28. Februar 1946 in Rangsdorf in den Landhaus-Lichtspielen.
5. Erwin Benke (1925–2002)
Lehrer
Verleihung am 21. September 1995
Benke war ab 1948 Lehrer in Rangsdorf. Er war erfolgreicher Frauenhandballtrainer bzw. Manager, sein Traineramt übergab er an Horst Gnida. Er ist Vater des ältesten internationalen Rangsdorfer Frauenturniers und erhielt zahlreiche Würdigungen u. a.: 1961 Verdienter Meister des Sports, 1975 Pestalozzi-Medaille in Gold, 1999 Bundesverdienstkreuz am Bande, Ehrenmitglied des Vorstandes des SV Lokomotive Rangsdorf, Ehrennadel des Handballverbandes Brandenburg in Gold. Die am 7. Oktober 1981 eingeweihte Turnhalle in der Fichtestraße erhielt nach 2002 den Namen „Erwin-Benke-Sporthalle“.
6. Lothar Frenzel (* 1939)
Prüffeldelektroniker
Verleihung am 6. Dezember 1999
Die Ernennung zum Ehrenbürger erfolgte in Anerkennung seiner langjährigen Verdienste für die Förderung des Gemeinschafts- und Vereinslebens. Frenzel ist Mitglied des Gemischten Chores Rangsdorf und war 1975 Gründer des GCR-Karnevals und zwischen 2001 und 2005 Vorsitzender des GCR. Als Präsident des Karnevalvereins stieg er in Clownkostüme und spöttelte als Bänkelsänger, Akkordeon- und Keyboardspieler, Büttenredner, humorvoll und schlagfertig. Er verbreitete Fröhlichkeit und animierte zum Nachdenken. Zusammen mit Dieter Hannemann war er Mitglied des Duo-Vagant (Keyboard, Akkordeon und Schlagzeug) und bestritt fast 25 Jahre lang verschiedenste Veranstaltungen für Familie und Tanz.